# Wilhelm Lamprecht

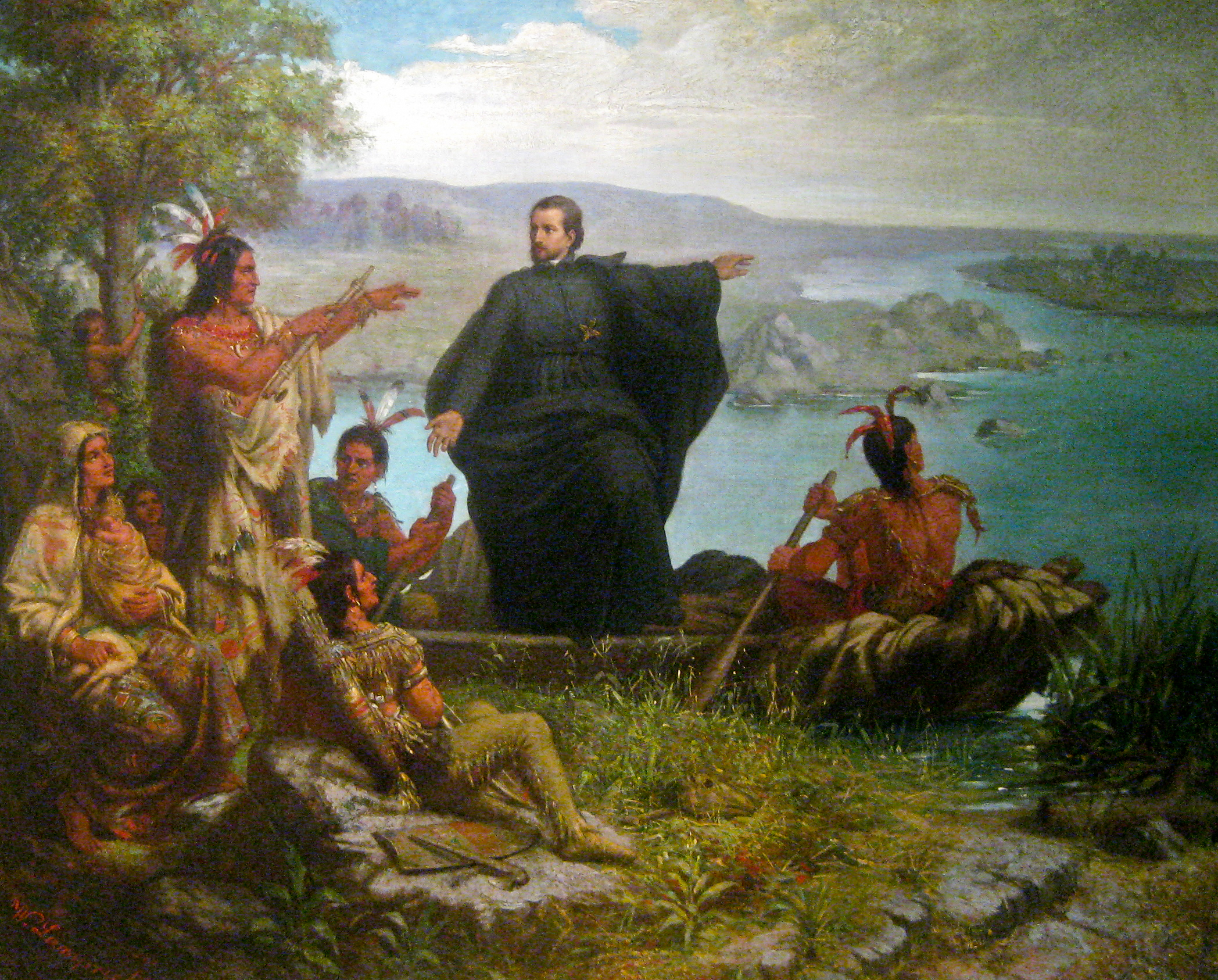
Ölbild von Wilhelm Lamprecht: Jacques Marquette und Indianer

Wilhelm Lamprecht (* 31. Oktober 1838 in Altenschönbach (Gemeindeteil von Prichsenstadt); † 19. März 1922 in München) war ein deutscher Kunstmaler. 
Über die Herkunftsfamilie, Jugendjahre und Ausbildung Lamprechts ist derzeit nichts bekannt. Er wanderte in die Vereinigten Staaten aus und lebte vermutlich bereits im Jahre 1853 in Cincinnati (Ohio).
Wilhelm Lamprecht starb am 19. März 1922 im Alter von 83 Jahren in München. Sein Grab befindet sich auf dem Münchner Nordfriedhof.

## Familie
Lamprecht heiratete im März 1870 in Hamilton (Ohio) die Deutsche Auguste Susanne Streck (1848–1933). Seine Tochter war die Ehefrau des Verlegers Ludwig Pustet (1870–1933).